# Statuia (film din 1983)
Statuia este un film românesc de scurtmetraj de animație din 1983 regizat de Olimpiu Bandalac.